# Las Charcas
Las Charcas es un municipio de la República Dominicana, que está situado en la provincia de Azua.

## Límites
Municipios limítrofes:
|                               | Norte: Estebanía |                               |
| Oeste: Estebanía y Mar Caribe |                  | Este: Baní y San José de Ocoa |
|                               | Sur: Baní        |                               |

## Distritos municipales
Está formado por los distritos municipales de:
| Nombre         | Código   |
| -------------- | -------- |
| Las Charcas    | 05020201 |
| Palmar de Ocoa | 05020202 |